# Melinis
Melinis là một chi thực vật có hoa trong họ Hòa thảo (Poaceae).
Tên của chi bắt nguồn từ meline trong tiếng Hy Lạp có nghĩa là "kê".

## Loài
Có 23 loài hiện được công nhận:
- Melinis ambigua Hack.
- Melinis amethystea (Franch.) Zizka
- Melinis angolensis Rendle
- Melinis ascendens Mez
- Melinis biaristata (Rendle) Stapf & C.E.Hubb.
- Melinis drakensbergensis (C.E.Hubb. & Schweick.) Clayton
- Melinis effusa (Rendle) Stapf
- Melinis gossweileri C.E.Hubb.
- Melinis kallimorpha (Clayton) Zizka
- Melinis longiseta (A.Rich.) Zizka
- Melinis macrochaeta Stapf & C.E.Hubb.
- Melinis maroccana (Maire & Sam.) M.B.Crespo, M.Á.Alonso & Mart.-Azorín
- Melinis minutiflora P.Beauv.
- Melinis nerviglumis (Franch.) Zizka
- Melinis repens (Willd.) Zizka
- Melinis reynaudioides (C.E.Hubb.) Zizka
- Melinis rupicola (Rendle) Zizka
- Melinis scabrida (K.Schum.) Hack.
- Melinis subglabra Mez
- Melinis tanatricha (Rendle) Zizka
- Melinis tenuissima Stapf
- Melinis tomentosa Rendle
- Melinis welwitschii Rendle

từng được xếp vào đây
có nhiều loài hiện nay đã được chuyển sang Tricholaena